# Elaphoglossum rwandense
Elaphoglossum rwandense är en träjonväxtart som beskrevs av Pichi-serm. Elaphoglossum rwandense ingår i släktet Elaphoglossum och familjen Dryopteridaceae. Inga underarter finns listade.